# Aufarbeitung der argentinischen Militärdiktatur
Die Aufarbeitung der argentinischen Militärdiktatur begann 1983 und hält bis heute an. Nach wie vor sind viele Verbrechen der Diktatur nicht gesühnt und viele der 30.000 Opfer bleiben verschwunden. Während der Militärdiktatur von 1976 bis 1983 wurde Argentinien von einer Junta aus Generälen regiert, deren personelle Zusammensetzung mehrfach wechselte. Während das rechtsgerichtete, autoritäre und ultranationalistische Militärregime regierte, kam es zu bürgerkriegsähnlichen Zuständen mit Staatsterror und Gegenterror von Seiten linker Guerillaorganisationen. Gegen Ende wurde das Land in eine tiefe Wirtschaftskrise gestürzt. Der erste demokratisch gewählte Präsident Raúl Alfonsín wollte nach seiner Wahl 1983 eine gründliche Aufarbeitung der Verbrechen während der Diktatur erreichen. Diese wurde jedoch auf massiven Druck des Militärs nach wenigen Jahren weitgehend eingestellt und erst ab etwa 2003 unter Präsident Néstor Kirchner wieder aufgenommen.

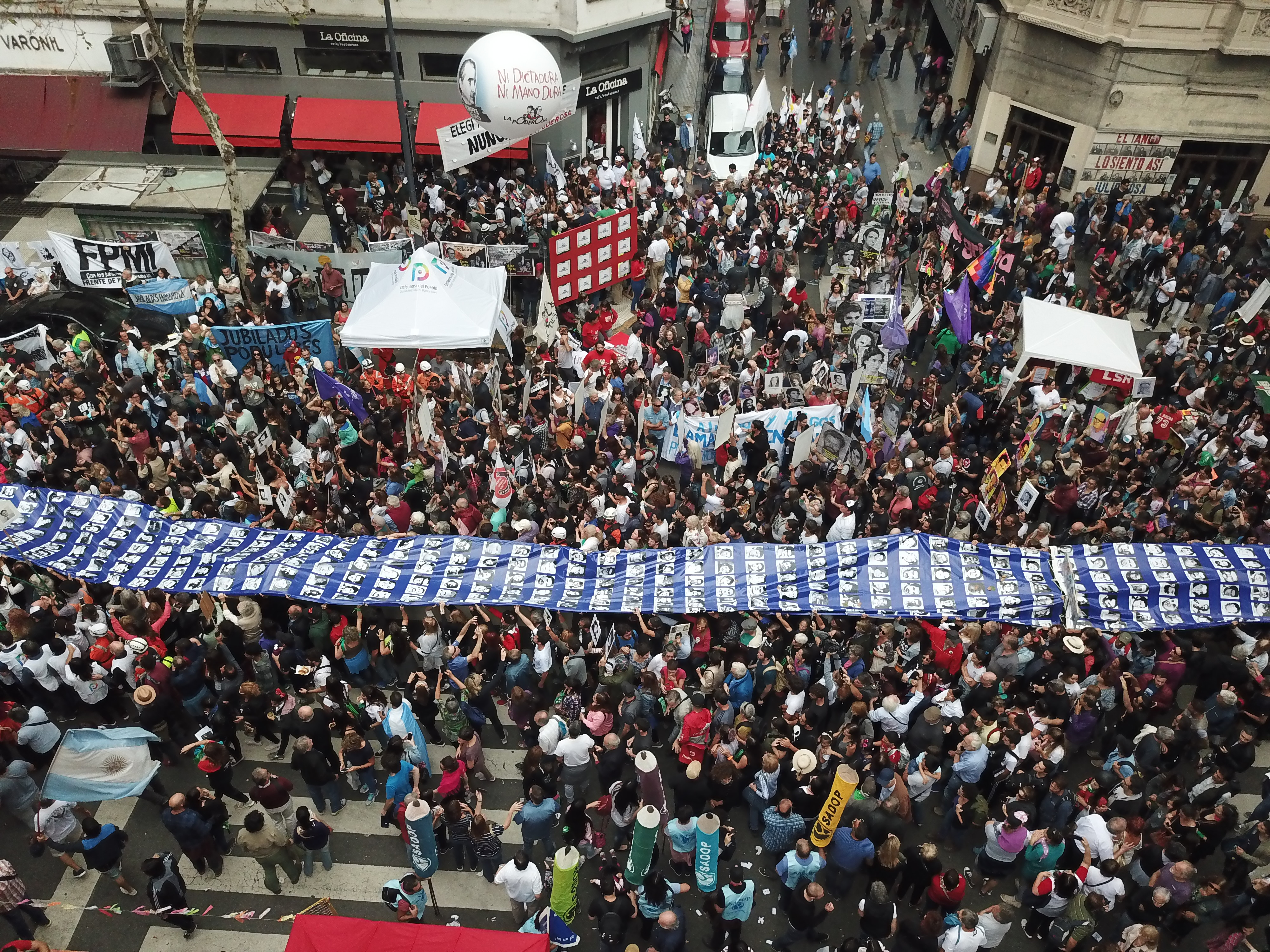
Gedenkmarsch mit Fotos von Verschwundenen zum Anlass des dreißigsten Jahrestages des Militärputsches in Argentinien, 24. März 2019.

## CONADEP-Kommission 1983
Die Aufarbeitung der Menschenrechtsverletzungen der Militärdiktatur wurde zunächst sehr konsequent vorangetrieben. Die CONADEP wurde gegründet, eine Kommission, die sich mit der Untersuchung der Fälle der in der Militärdiktatur „verschwundenen“ Personen (desaparecidos) befasste. In der Zeit zwischen 1983 und 1984 wurden der Kommission von der Bevölkerung 8.961 Fälle von Verschwundenen gemeldet, Schätzungen sprechen allerdings von einer hohen Dunkelziffer und effektiv etwa 30.000 „Verschwundenen“. Die CONADEP gelangte zu dem Schluss, dass die Militärregierung nicht zu rechtfertigende Vergehen in der Frage der Menschenrechte begangen habe, selbst wenn man die bürgerkriegsähnlichen Zustände der Jahre 1976 und 1977 bedenkt. Ihr Bericht, der unter dem Titel „Nunca más“ („Nie wieder“) in Buchform, unter der Leitung des bekannten Schriftstellers Ernesto Sábato zum Bestseller wurde, dokumentiert den Umfang der Menschenrechtsverletzungen anhand von 709 eindeutig bewiesenen Einzelfällen.

## Gerichtsverfahren von 1985
In der Folge wurde im Verfahren gegen die Juntas (Juicio a las Juntas) gegen die höchste Führungsebene der Junta verhandelt. Der Prozess begann am 22. April 1985, das Urteil wurde am 9. Dezember 1985 verkündet: Jorge Videla und Emilio Massera, beide Mitglieder der ersten Militärjunta, erhielten als Hauptverantwortliche für den „schmutzigen Krieg“ lebenslange, die Mitglieder der zweiten Junta langjährige Gefängnisstrafen. Die dritte (unter Leopoldo Galtieri) und vierte Junta (unter Bignone) gingen straffrei aus.

## Schlussstrichgesetz 1986 und Gesetz über die Gehorsamspflicht 1987
Nach weiteren Prozessen im Jahre 1986 sah sich die Regierung Alfonsín im selben Jahr gezwungen, als Zugeständnis an die Militärs das sogenannte Schlussstrichgesetz (Ley de Punto Final) zu erlassen. Nach diesem Gesetz durften neue Anklagen nur noch in einer Frist von 60 Tagen gestellt werden. Dies hatte eine große Welle von Anklagen und Prozessen zur Folge.
In dieser Situation kam es zum sogenannten Carapintada-Vorfall: Ein wegen Folter und Mord angeklagter Major verschanzte sich 1987 in einer Kaserne von Córdoba, unterstützt vom Oberst Aldo Rico, einem der Wortführer des rechten Armes der Militärs nach der Demokratisierung. Sie forderten eine Amnestie für alle angeklagten Militärs. Trotz zahlreicher Massendemonstrationen und Unterstützungsappellen von allen Seiten der Gesellschaft gegen diese Forderungen kam die Regierung Alfonsín den aufständischen Militärs weitgehend entgegen und erließ das sogenannte Gesetz über die Gehorsamspflicht (Ley de Obediencia Debida). Dies bedeutete eine Amnestie für die unteren Ränge der Militärs, denen zugutegehalten wurde, dass sie bei ihren Verbrechen nur Ausführende von Befehlen von höherer Ebene waren.

## Amnestierungen unter Menem (1989 bis 1999)
Die Regierung unter Carlos Menem, der nach der Wirtschaftskrise 1988 im Jahr 1989 auf Raúl Alfonsín folgte und bis 1999 im Amt war, versuchte die Struktur des argentinischen Militärs stärker zu reformieren und schaffte als ersten Schritt hierzu 1994 die Wehrpflicht ab. Als Zugeständnis wurden dafür allerdings die verurteilten Diktatoren begnadigt. Dies zeigt, dass bis Anfang der 1990er-Jahre die Angst vor einem erneuten Militärputsch weiterhin latent vorhanden war. Gleichzeitig begnadigte Menem auch viele verurteilte Militärangehörige, allerdings auch einige ehemalige Guerilla-Kämpfer.

## Wiederaufnahme der Verfahren unter Kirchner (ab 2003)
Nach dem Machtwechsel 1999, als Menem von Fernando de la Rúa abgelöst wurde, wurde immer lauter die Forderung ausgesprochen, die Amnestie rückgängig zu machen und die beiden Gesetze Punto Final und Obediencia Debida zu annullieren, um auch die bisher straffrei ausgegangenen Verantwortlichen anklagen zu können. Es dauerte, unter anderem wegen der Wirtschaftskrise zwischen 1998 und 2003, bis 2003 unter der Regierung Néstor Kirchners, bis dieses Vorhaben in die Tat umgesetzt wurde und 2005 vom Obersten Gerichtshof Argentiniens bestätigt wurde. Die von Menem ausgesprochenen Begnadigungen wurden aufgehoben.
Erst in den 2010er Jahren kam es nach jahrelangem Stillstand erneut zu mehreren Gerichtsprozessen gegen Verantwortliche der Verbrechen während der Diktatur.
Im Februar 2010 begann in Buenos Aires ein Prozess gegen acht ehemalige Militärs wegen Verbrechen während der argentinischen Militärdiktatur. Dabei trat die deutsche Bundesregierung wegen der Ermordung Elisabeth Käsemanns als Nebenkläger auf. Im Dezember 2010 wurde Videla gemeinsam mit 15 weiteren Verantwortlichen der Repression erneut zu lebenslanger Haft verurteilt.
Anfang Juli 2012 wurden Jorge Rafael Videla und Reynaldo Bignone juristisch für den während der Militärdiktatur von 1976 bis 1983 vielfach verübten Kindesraub an inhaftierten Regimegegnern, die danach meist umgebracht wurden, zur Verantwortung gezogen. Das Bundesgericht in Buenos Aires verhängte Gefängnisstrafen von 50 Jahren für Videla und 15 Jahren für Bignone. Vier weitere ranghohe Offiziere wurden zu Strafen von 14 bis 40 Jahren verurteilt, zwei weitere Angeklagte dagegen freigesprochen.
Im November 2012, fast 30 Jahre nach der Diktatur, wurde gegen 68 weitere Beschuldigte im 5. Gericht von Buenos Aires der Prozess eröffnet. Darunter befanden sich acht Piloten der damaligen argentinischen Luftwaffe, die die sogenannten Todesflüge ausgeführt hatten, bei denen Gefangene lebendig über dem Meer aus Hubschraubern oder Flugzeugen abgeworfen worden waren.
In einem größeren Gerichtsverfahren wurden im Juli 2022 insgesamt 19 Militärs und Sicherheitskräfte zu Haftstrafen (vier Jahre bis lebenslänglich) verurteilt.
Insgesamt sind (Stand Sep. 2022) seit 1985 1.124 Militärangehörige wegen Verbrechen während der Militärdiktatur verurteilt worden.

## Umgang des Militärs mit den Verbrechen
Das argentinische Militär selbst bezeichnete die Zeit seiner Herrschaft mit dem euphemistischen Begriff „Prozess der Nationalen Reorganisation“ (spanisch Proceso de Reorganización Nacional, oft mit Proceso abgekürzt). Dieser Name wurde von der Militärregierung gewählt, um den vorübergehenden Charakter dieses „Prozesses“ anzudeuten. Die Nation, die sich zu dieser Zeit in einer tiefen gesellschaftlichen Krise befand, sollte nach konservativen Idealen „neu organisiert“ und dann nach dem Plan der Militärs in die Demokratie „entlassen“ werden. Wegen der zehntausendfachen Menschenrechtsverletzungen der Militärs wird dieser Name weithin als verharmlosend und beschönigend bewertet, und daher zur Distanzierung meist in Anführungszeichen gesetzt.
Heute scheint die demokratische Einbindung der Militärs in den Staatsapparat weitgehend gelungen, was auch mit dem nach wie vor schlechten Image dieser Institution in weiten Teilen der Bevölkerung zusammenhängt, der ihren Einfluss stark beschränkt hat. Ein erneuter Putsch droht nicht, selbst in den schwersten Zeiten der Wirtschaftskrise wurde im Land trotz internationaler Bedenken und einiger Gerüchte nie ernsthaft über eine derartige Lösung spekuliert. Auch spektakuläre Eingriffe der Regierung Kirchner in den Militärapparat, wie die Absetzung der gesamten Führungsriege Anfang 2005 wegen Verwicklung in einen Drogenskandal, blieben ohne nennenswerten Widerstand.